# Robert Lemieux
Pour les articles homonymes, voir Lemieux.
Robert Lemieux (né le 9 octobre 1941, mort le 20 janvier 2008 à Sept-Îles) était un avocat québécois actif dans la défense des libertés civiles. Indépendantiste convaincu, il commence sa carrière avec la défense de Robert Lévesque, Pierre Vallières et Charles Gagnon, militants du Front de Libération du Québec.
Lors de la Crise d'Octobre de 1970, il fut mandaté par le FLQ pour négocier avec le gouvernement du Québec. Il devient une figure médiatique incontournable et se démarque avec sa personnalité charismatique et son franc-parler. Robert Lemieux est emprisonné lors de la promulgation de la Loi sur les mesures de guerre et est accusé de conspiration séditieuse avec ses camarades Pierre Vallières, Charles Gagnon, Jacques Larue-Langlois et Michel Chartrand. Le "Procès des 5" se termine par l’abandon des charges contre les accusés et Lemieux retrouve la liberté. Lors de quatre procès se déroulant entre 1972 et 1974, il s'occupe de la défense de Jacques Rose. Réussissant à démonter les nombreuses preuves circonstancielles et étant un excellent orateur devant un jury, Robert Lemieux obtient l’acquittement de Jacques Rose pour l’enlèvement et le meurtre du ministre Pierre Laporte. Cette saga judiciaire est racontée dans le documentaire Les Rose.

## Biographie

### Enfance et formation
Robert Félix Lemieux nait le 9 octobre 1941 à Montréal d'un père québécois et d'une mère irlandaise. Enfant turbulent et innovateur, il étudie au Collège Mont-Saint-Louis. Adolescent, il fait de la prison pour vol de voiture ce qui l'amène à se familiariser avec la loi et les tribunaux. Il épouse une anglophone d'une famille du Nouveau-Brunswick avec qui il eut deux enfants. Robert Lemieux fit ses études de droit à l'université McGill de Montréal. Reçu au Barreau en 1966, il travaille d'abord dans le cabinet d'avocat anglophone O'Brien, Home et associés, ainsi qu'au Bureau d'assistance judiciaire du Barreau de Montréal.

### Les procès de Vallières-Gagnon
Militant du Rassemblement pour l'indépendance nationale, Lemieux est membre actif du Comité Vallières-Gagnon en soutien à Pierre Vallières et Charles Gagnon, deux penseurs influents du Front de Libération du Québec. Devant l'édifice de l'ONU à New-York, le 25 septembre 1966, Vallières et Gagnon manifestent pour réclamer le statut de prisonniers politiques pour leurs camarades incarcérés à Montréal et faire connaître au monde entier la lutte de libération nationale du peuple québécois. Ils sont emprisonnés dans une prison de New-York et Vallières y écrit son ouvrage emblématique Nègres blancs d'Amérique. Expulsés des États-Unis en janvier 1967, ils sont appréhendés au Québec pour homicide involontaire dans le cas de Thérèse Morin, tuée lors d'un attentat à la bombe à l'usine La Grenade, et de Jean Corbo, jeune felquiste qui meurt lors de l’explosion d’une bombe qu’il a lui-même posée à l’usine Dominion Textile. Le fondement des accusations envers Vallières et Gagnon vient de leurs écrits qu'on juge révolutionnaires et qui auraient influencé les attentats meurtriers. Vallières et Gagnon doivent attendre plusieurs mois avant le début des procès qui sont continuellement repoussés. Les autorités ne veulent pas interférer avec l'Expo 67 et ne veulent pas attirer l'attention des journalistes en provenance de l'étranger. Le jeune Robert Lemieux et Bernard Mergler, avocat expérimenté et cofondateur de la Ligue des droits de l'homme, offrent bénévolement leurs services. Dans sa correspondance avec son amie Claire Dupont, Pierre Vallières n'a que des bons mots pour l'avocat

« Me Lemieux est vraiment fiable. Tu peux lui donner n'importe quoi sur moi. Et puis, il est très vite sur ses patins, ce qui n'est pas courant dans la profession. Il est encore peu politisé, mais plein de bonne volonté et prêt à nous rendre tous les services possibles. C'est lui qui va assurer la défense de Robert Lévesque. C'est un gars assez formidable. Son aide nous encourage beaucoup. Il vient nous voir régulièrement tous les samedis. Il se politise très rapidement »

.
Robert Lemieux commence sa carrière en représentant Robert Lévesque, militant du FLQ et proche du réseau Vallières-Gagnon. Cette expérience sera déterminante pour le reste de sa carrière. Lévesque est acquitté de l'accusation de conspiration pour vol à 
main armée, mais est condamné à 7 ans de prison pour vol d'arme et pour des attentats à la bombe. Le premier procès de Vallières et Gagnon doit débuter en janvier 1968. Les accusés veulent confronter la justice et refusent de plaider stratégiquement afin d'avoir des peines clémentes. Ils décident de plaider non-coupable. On repousse le procès à nouveau au 26 février 1968. Robert Lemieux transmet des lettres de reproches des accusés aux juges de la Cour supérieure à cause du nouveau délai. Le cabinet d'avocat de Lemieux qui tentait de le convaincre de refuser ce mandat de l'aide juridique utilise ce prétexte pour le congédier abruptement. Lemieux doit maintenant agir à son compte. Les coups de théâtre se succèdent dans ces procès turbulents avec notamment la manifestation d'une centaine de personnes le jour de la comparution. Le 5 avril 1968, Vallières est condamné à perpétuité pour homicide involontaire. Le verdict sera cassé l'année d'après en cours d'appel ayant été condamnée pour ses paroles et ses écrits. Dans son nouveau procès, Vallières est condamnée à 30 mois, mais sera acquitté en appel en mars 1973. Charles Gagnon est également acquitté de meurtre et condamné à deux ans pour complot de hold-up avant d'être acquitté en appel. Il s'agit des premières victoires de Robert Lemieux.

### Avocat des contestataires et des manifestants
En juin 1968, Robert Lemieux rencontre Paul Rose et Jacques Lanctôt qui deviendront deux têtes dirigeantes du Front de Libération du Québec. Avec les Éditions Parti Pris, Rose et Lanctôt préparent Le lundi de la matraque, un recueil de plusieurs témoignages de victimes de brutalité policière lors du l'émeute de la Saint-Jean-Baptiste. On demande à Lemieux d'assermenter les témoins.
Lemieux ouvre son propre bureau d'avocat où il exerce en pratique générale (droit commercial, responsabilité, relations domestiques, etc.) ainsi que comme avocat de la défense, tant au pénal qu'au civil, une clientèle de milieux populaires, comprenant un bon nombre de contestataires et de manifestants. Parmi ses sources d'inspiration dans sa profession, il cite Oliver Wendell Holmes, Clarence Darrow et Frank Scott. Il fut avocat du syndicaliste Michel Chartrand lorsque celui-ci fut libéré de l'accusation de paroles séditieuses en 1969. Il se fit le promoteur de réformes judiciaires, comme la modification de la Loi sur les jurés pour permettre aux femmes d'occuper cette fonction.
Robert Lemieux et Bernard Mergler défendent un groupe d'étudiants noirs, dont le militant Rosie Douglas, qui a occupé pendant 12 jours les locaux de l'Université Sir-George-Williams afin de dénoncer le racisme d'un professeur qui était défendu par l'institution. La confrontation mène à un affrontement violent avec les policiers et à l'incendie du Centre d'informatique de l'Université le 11 février 1969. Les dégâts sont évalués à plus de 2,5 millions, ce qui en fait la manifestation la plus dramatique et la plus coûteuse de toute l'histoire du Canada. Rosie Douglas reçoit une condamnation à 2 ans de prison. Une fois reconnu le bien-fondé de son action antiraciste, une amnistie lui est proposée, mais il la refuse. À l'été 1969, Paul Rose mis toutes ses énergies et ses économies à l’implantation à Percé de La maison du pêcheur, ce qui allait devenir la première auberge de jeunesse populaire du Québec. La municipalité tente de déloger les occupants avec des boyaux d’arrosage et arrête quelques personnes, dont Paul Rose. Ce dernier téléphone à Robert Lemieux qui descend aussitôt à Percé pour les faire libérer. L'année d'après, la militante Lise Balcer fonde «La Maison du pêcheur libre» en Gaspésie. L'idée est de poursuivre le projet d'auberge de jeunesse amorcé par Paul Rose. La municipalité tente à nouveau de les expulser et les accuse de désordre dans un endroit public. Robert Lemieux descend en moto Harley-Davison à Percé pour les défendre pendant leur comparution. Soixante-dix jeunes envahissent la salle et s’emparent du palais de justice ce que le journal Photo-Police qualifie de « plus grand show judiciaire de l’année. On décide d’annuler les accusations.
Le 30 juin 1970, Robert Lemieux participe à la fondation du Mouvement pour la défense des prisonniers politiques du Québec (MDPPQ) dirigé par le docteur Serge Mongeau, le poète Gaston Miron et le syndicaliste Guy Marsolais. L'objectif est de procurer des moyens de défense juridiques aux felquistes ainsi qu'aux militants emprisonnés pour des motifs politiques lors de manifestations.

### Négociateur du FLQ lors de la Crise d'Octobre
Le 5 octobre 1970, vers 8h20, la cellule Libération (groupe de Jacques Lanctôt) enlève le diplomate britannique James Richard Cross à son domicile d'Outremont, à Montréal. C'est le début de la Crise d'Octobre. À 16 heures, Jérôme Choquette, ministre provincial de la Justice, informe le public des revendications felquistes: la diffusion de leur manifeste, la libération de 23 prisonniers politiques, un avion pour leur transport à Cuba ou en Algérie, la réembauche des employés de Lapalme (450 employés de cette compagnie, sous-traitante de la Société des postes, venaient d'être renvoyés), l'imposition d'une «taxe volontaire» de 500 000 $ à mettre à bord de l'avion et le nom du délateur qui aurait dénoncé les felquistes arrêtés à Prévost quelques mois plus tôt. Robert Lemieux apprend l’enlèvement lors du procès de Claude Morency, André Roy et François Lanctôt (frère de Jacques Lanctôt). Le trio arrêté dans un chalet de Prévost en juin est accusé d'un vol de banque à l'Université de Montréal pour le FLQ. Le procès est annulé et remis à l'année prochaine à cause du contexte. Robert Lemieux se prononce en faveur de négociations entre le gouvernement et le FLQ. 

« Les bandits au Québec, ce sont les gens qui content des mensonges à la population, qui permettent que la population soit volée, qui permettent que les élections soient truquées. [...] Et le cœur du Québec, ce sont les membres du Front de libération du Québec, qui militent pour un Québec libre et un Québec indépendant.- Robert Lemieux, 7 octobre 1970 »

 Le 10 octobre, alors qu'Ottawa maintient la ligne dure malgré les multiples ultimatums de la cellule Libération, la cellule Chénier (groupe de Paul Rose) enlève Pierre Laporte devant chez lui, vers 18h18 Le matin du 11 octobre 1970, Robert Lemieux fut arrêté et emprisonné sous motif de déclarations non précisées qui auraient entravé le travail des policiers et tous ses dossiers d'avocat furent saisis par la police. Le 12 octobre, la cellule Libération désigne l'avocat Robert Lemieux comme représentant pour de potentielles discussions avec les autorités. C'est donc en prison qu'il rencontre Robert Demers, avocat et représentant du gouvernement. N'ayant aucun moyen de communiquer avec le FLQ, Lemieux dut le faire par l'intermédiaire des médias, le FLQ répondant par voie de communiqués. Lemieux utilise l'Hôtel Nelson comme quartier général et refuse l'escorte des policiers de la SQ. C'est le chroniqueur judiciaire Claude Poirier qui lui sert de chauffeur. Dans ses apparitions médiatiques, Lemieux accuse le gouvernement d'être de mauvaise foi dans les négociations.

Le 14 octobre, Robert Lemieux et Charles Gagnon participent à une assemblée à UQAM. Ils invitent les étudiants à "suspendre leurs cours pendant quelques heures afin de réfléchir sur le problème". Le lendemain, plusieurs facultés de l'UQAM ainsi que quelques cégeps appuient le manifeste du FLQ et décident de débrayer jusqu'à la libération des prisonniers politiques. Le 15 octobre, Robert Lemieux, Charles Gagnon, Pierre Vallières et Michel Chartrand galvanisent une foule de 3 000 personnes réunies au Centre Paul-Sauvé. 

« L'ONU a déclaré que les peuples dominés peuvent employer tous les moyens pour accéder à la liberté […] Je pense que les gars du Front nous ont peut-être un petit peu fait comprendre ça au cours des dernières années, on va s'organiser intelligemment, on va choisir nos terrains, et nous vaincrons! - Robert Lemieux »

 La foule est surexcitée et scande : FLQ! FLQ! FLQ! Le gouvernement décide de rompre définitivement ses négociations avec Robert Lemieux. Dans la nuit du 15 au 16 octobre, le gouvernement du Québec obtient d'Ottawa l'application de certaines dispositions de la Loi sur les mesures de guerre, qui suspend la Déclaration canadienne des droits. Dans les jours qui suivent, alors que l'armée est déployée sur le territoire, 497 personnes issues de divers horizons de la société civile (militants, journalistes, artistes, etc.) sont arrêtées arbitrairement par les autorités, qui peuvent procéder à des arrestations et des perquisitions sans mandat, en plus de pouvoir imposer des détentions de 21 jours sans justifications,.
Robert Lemieux fut l'une des premières personnes parmi les centaines arrêtées et emprisonnées secrètement sans mandat, sans motif d'arrestation et sans communication. Ses dossiers furent de nouveau saisis. C'est à la prison de Parthenais que Robert Lemieux apprend la mort du ministre Pierre Laporte retrouvé dans le coffre d'une voiture le 17 octobre 1970.

### Les procès de la Crise d'Octobre

#### Le procès des 5
Le 5 novembre 1970, le ministre de la Justice du Québec Jérôme Choquette déposait contre Robert Lemieux, Pierre Vallières, Charles Gagnon, Jacques Larue-Langlois et Michel Chartrand des accusations d’appartenance au FLQ et de conspiration séditieuse pour renverser le gouvernement du Canada. Le procès hautement médiatisé est surnommé "Le procès des 5" et débute en février 1971. Les accusés posent sans arrêt des questions au juge Roger Ouellet à qui on demande de se récuser en raison de sa partialité (Ouimet a été nommé par le Parti libéral du Québec et fut même candidat). Robert Lemieux n'hésite pas à comparer la loi spéciale d'octobre aux décrets arbitraires de l'Allemagne Nazi. 

« C'est tellement illégal cette proclamation de la Loi des mesures de guerre qu'il y a une quantité d'arguments qui peuvent être formulés. [...] Insurrection appréhendée, pour que ça soit légal, il faut qu'il y ait une insurrection appréhendée. [...] Il est du devoir du tribunal de s'enquérir pour savoir s'il y avait [...] une insurrection appréhendée. Parce que s'il n'y en avait pas — et c'est notre prétention — la loi, la promulgation de la loi sur les mesures de guerre le 16 octobre est nulle. Notre arrestation sans mandat est nulle et notre mise en accusation devant une mauvaise cour, subséquemment, est nulle. [...] - Robert Lemieux lors du Procès des 5 »

Selon le sociologue Jean-Philippe Warren, le «Procès des Cinq» sera pour toujours assimilé à l’une des pires mascarades judiciaires que le Québec a connues. Ce travestissement du droit laisse penser que les prisonniers politiques dont les procès s’ouvrent à ce moment ne seront pas mieux servis par la justice. À la suite de l’acquittement de Gagnon et de Larue-Langlois lors d’un premier procès, les accusations contre les trois autres seront retirées au fil du deuxième procès.

#### Le procès de Paul Rose
Le procès de Paul Rose s'ouvre le 25 janvier 1971, un délai étonnamment court qui ne laisse presque pas de temps pour préparer sa défense. Rose doit d'ailleurs l'assurer lui-même car son avocat, Robert Lemieux, est toujours incarcéré depuis la promulgation de la Loi sur les mesures de guerre.Dans un tel contexte, l'avocat Lemieux tente de mettre fin aux procédures, invoquant un mistrial (un procès nul), sans succès. Cependant, Robert Lemieux rend régulièrement visite à Paul Rose pour l’aider à préparer son procès. Malgré son propre emprisonnement, Lemieux est actif pour faire cesser les conditions de détention exceptionnelles de Paul Rose, placé dans le « trou », flambant nu, 23 heures et demi par jour, avec interdiction d’employer tout papier, crayon, document juridique, code pénal.Pour ne rien arranger, Paul Rose, qui ne reconnaît pas la légitimité d'un tribunal qu'il considère «colonial», sera expulsé de la cour après plusieurs accrochages verbaux avec le juge Marcel Nichols. Il sera absent durant la majorité de son propre procès, une situation sans précédent dans l'histoire judiciaire canadienne. Le 13 mars 1971, après avoir déjà accumulé 38 mois de prison pour «outrage au tribunal», Paul Rose n'est pas en cour pour faire face à sa sentence: il est condamné à la prison à perpétuité pour le meurtre de Pierre Laporte

« Robert était authentique. C’était sa force. Il était proche du peuple. Ça se sentait. Pour lui, l’institution fondamentale de la justice, c’était le jury, le jugement par le peuple. Et, malgré des allures brouillonnes aux yeux de certains, il était très minutieux, très méticuleux et lorsqu’il utilisait une procédure par erreur, c’était intentionnel - Paul Rose. »

#### La commune juridique
Après sa sortie de prison en février 1971, Robert Lemieux défendra de nombreux membres du FLQ impliqués dans les événements d’octobre 70. Robert Lemieux fonde "La commune juridique" avec son collègue Pierre Cloutier et quelques avocats afin d'assurer la défense "de révolutionnaires québécois et principalement du FLQ". Ils deviennent les incorruptibles du 1113 Saint-Denis. La GRC tente de les intimider en enlevant le jeune stagiaire André Chamard. Il est séquestré et molesté durant plusieurs heures. On tente de le convaincre de devenir un agent source, mais il refuse. Robert Lemieux dénonce le geste et demande des explications aux autorités qui demeurent muettes. 

« Nous voulons travailler à l'édification d'une société égalitaire et fraternelle où les moyens de production seraient la propriété des travailleurs et où les Québécois seuls décideraient démocratiquement de toutes leurs activités collectives ; cela implique d'abord le renversement du capitalisme et du fédéralisme en vue d'un Québec libre, égalitaire et prospère. - Robert Lemieux sur la Commune juridique »

En octobre 1971, on recommence le procès de Claude Morency annulé un an plus tôt à cause de la Crise d'Octobre. On l'accuse avec ses présumés complices, André Roy et François Lanctôt (frère de Jacques Lanctôt), d'un vol de banque à l'Université de Montréal. Robert Lemieux tente d'obtenir une formation rogatoire afin d'aller interroger les felquistes de la cellule Libération à Cuba, mais on lui refuse. À la rescousse de ses camarades, Paul Rose s'invite au procès et revendique le vol qu'il qualifie de "sympathique". Claude Morency, déclaré innocent, est relâché avec André Roy et François Lanctôt. Les verdicts d'acquittement sont accueillis par de nombreux cris de joie et Lemieux, ému aux larmes, remercie les jurés en affirmant que le verdict correspondait à la vérité pure et à la justice,. Lemieux s'intéresse par la suite à Vincent Meloche, un homme accusé d'avoir tué ses trois patrons de la compagnie anglophone Du Pont du Canada Limité avec une carabine 410 le 7 octobre 1971. Il s'agit de Gaetan Langlois, John Cawley et de George Matthews. Meloche avait été renvoyé par téléphone la veille du meurtre et on lui avait refusé une explication. Lemieux veut y apporter un angle sociologique en plaidant la discrimination raciale. On empêchait Meloche de s'exprimer en français au travail. À cause d'une divergence d'opinions avec son client, Robert Lemieux annonce à la cour qu'il se retire du dossier. En dépit de l'avis contraire de Lemieux, Meloche se reconnait coupable d'avoir « descendu » trois de ses ex-patrons, mais déclare ne pas être coupable de meurtre. Il reçoit une sentence d'emprisonnement à vie qui est cassé en cour d'appel. Vincent Meloche souffre d'anxiété et devient aveugle à la suite de mutilations volontaires. Il est à nouveau condamné à vie en appel en 1975 et reçoit sa libération conditionnelle en 1984. Il se suicide en 2001 en s'immolant par le feu.

Devenu une figure militante respectée et bien connue, Robert Lemieux prend position publiquement en faveur des grévistes du journal La Presse en 1971 et est invité à prendre la parole lors du Front Commun Intersyndical de 1972. On peut l'apercevoir dans le documentaire 24h ou plus de Gilles Groulx.

« La démocratie judiciaire au Québec, c'est l'incarcération de 500 personnes qui ne sont pas d'accord avec le gouvernement.  On ne se fera plus mettre en prison pour rien. On se fera plus voler nos papiers. On se fera plus matraquer dans les rues. Nos soldats, nous les verrons plus et nous vaincrons! Vive le Québec libre! - Robert Lemieux »

#### Les procès de Jacques Rose
Jacques Rose est le dernier membre de la cellule Chénier à être jugé relativement aux événements d'octobre 1970. C’est la plus longue attente de procès de l’histoire du Commonwealth à cette époque. Il est emprisonné incomunicado à la prison de Parthenais n’étant pas adapté à de longues détentions. Il est défendu par Me Robert Lemieux et subit quatre procès. Ceux-ci se déroulent selon des procédures plus normales que ceux des autres accusés. Il est aussi le seul accusé à être représenté par un avocat. Le ministère public porte des accusations d'enlèvement et de meurtre. Le premier procès porte sur l'accusation d'enlèvement. Il débute le 7 février 1972 et se termine le 12 mai 1972 sans conclusion, sur un désaccord du jury, 11 jurés se prononçant pour l'acquittement et un juré pour la culpabilité. Robert Lemieux obtient l’information par un juré et refuse de dévoilé son nom au juge. Il est trouvé coupable d’outrage au tribunal et arrêté sur le banc ce qui provoque une émeute dans la salle d’audience. Robert Lemieux est condamné à 2 ans et demi de prison, peine qui sera réduite à 6 mois en appel. Robert Lemieux ne se laisse pas intimider et poursuit néanmoins le procès. 

« Il faut que ça arrête et puis nous avons l'intention de nous battre, et puis ce n’est pas en sacrant des avocats pendant 8 jours en prison  que nous allons arrêter de nous battre dans cette affaire-là - Robert Lemieux »

Un nouveau procès devra donc avoir lieu. Ce deuxième procès sur l'accusation d'enlèvement s'ouvre le 15 octobre 1972 et se termine le 9 décembre 1972 par l'acquittement de Jacques Rose. Robert Lemieux s'élance au cou de Jacques Rose qui est ébranlé par le verdict. La salle est envahie par une cinquantaine de sympathisants, d'amis et de parents qui applaudissent. Pour Robert Lemieux, il s'agit d'une "victoire contre l'establishment" et d'un "verdict populaire, un verdict authentiquement québécois". Il déclare "Nous croyons que vous en serez fiers pour longtemps. Il y aura des roses dans la neige d'hiver qui seront fiers de vous". Il s'agit de la plus grande victoire de sa jeune carrière,.
En décembre 1972, le ministère public porte de nouvelles accusations, de complicité après le fait et de séquestration. Le troisième procès porte sur l'accusation de meurtre. Il débute le 16 janvier 1973 et se termine en février 1973 par l’acquittement. Jacques Rose ne se présente pas à son dernier procès et modifie son apparence et se cache pendant plusieurs mois à Ville-Émard sous le nom de Bénito Angelini. Il est retrouvé le 3 juin 1974.Le quatrième procès porte sur les accusations de complicité après le fait et séquestration. Il a lieu en juillet 1973 et se termine par un verdict de culpabilité de complicité après le fait. Jacques Rose est condamné à huit ans de prison pour l’inculpation: «complicité après le fait» pour ne pas avoir «donné» son frère Paul Rose.

### Lutte pour la libération des prisonniers politiques
En 1972, Robert Lemieux s'occupe de la cause de Fabien Migneault, président du Front commun intersyndical de la Côte-Nord. Il avait été congédié de son poste de régisseur des sports par le maire de Sept-îles. Lemieux se rend sur place pour le défendre et tombe en amour avec la région. En 1974, il s'y installe définitivement où il exerce un temps le métier de pompiste alors qu'il avait des ennuis avec le Barreau depuis l'affaire Jacques Rose,,

« En cours de route, je m'étais promis qu'à la fin de mes procès-marathon, je retournerais passer quelque temps dans le coin. Je n'étais pas tenté de reprendre la pratique du droit tant et aussi longtemps que mes trois procès au Barreau ne seraient pas définitivement clos. Alors pour travailler, j'ai accepté le travail que m'avait proposé un garagiste. C'est tout à fait par hasard que j'ai décroché cet emploi. Ce que j'ai fait pendant près d'un an, jusqu'à ce que mes causes soient réglées. Quand ce fut le cas, je n'ai plus eu envie de quitter ce patelin pour revenir à Montréal. »

Robert Lemieux fait à quelques reprises la navette entre Sept-Îles et Montréal. Il est appelé en renfort lors du dernier procès de Normand Roy, felquiste de retour au Québec après un long exil à l'étranger. Roy fut à la tête d'une délégation extérieure du FLQ à Alger avec ses camarades Raymond Villeneuve et Michel Lambert. Normand Roy a été récemment condamné à 30 mois de prison pour avoir posé de nombreuses bombes entre 1968-1969 avec le réseau de Pierre-Paul Geoffroy. Lemieux prend un risque et s'invite au dernier procès de Roy à Sainte-Hyacinthe, malgré le fait qu'il soit toujours accusé d'outrage au tribunal. Il réussit son pari et Roy est acquitté d'avoir volé 21 boites de détonateur dans une carrière d'Acton Vale. On apprendra par la suite que Roy est le principal suspect dans le meurtre du felquiste François Mario Bachand à Paris.
En avril 1976, Robert Lemieux, l'humoriste Yvon Deschamps et la militante Rose Rose (mère des frères Rose) crée le Comité d'information sur les prisonniers politiques (CIPP), voué à la défense de ce qu'on considère être les «prisonniers politiques» de la crise d'Octobre. Lemieux reste très impliqué pour la libération des prisonniers du FLQ dont François Schirm qui obtient finalement sa libération conditionnelle en 1978 après 14 ans derrière les barreaux. En 1979, Robert Lemieux représente Jacques Lanctôt, l'un des ravisseurs de James Richard Cross, de retour au Québec après un exil à Cuba et en France. Lanctôt plaide coupable à une série d'accusations liées à l'enlèvement de Cross, pour lesquelles il est condamné à trois ans de prison. Il est libéré en 1981 après avoir purgé cette peine. Après la sortie de prison de Paul Rose en 1982, dernier membre du FLQ incarcéré, Lemieux se retire de l’espace public.

### L'affaire Marotte
En 1988, Robert Lemieux revient dans l’actualité avec l’affaire Hans Marotte. Le jeune étudiant devait répondre de 86 accusations pour avoir déroulé une banderole sur la Croix du mont Royal et vandalisé des commerces qui ne respectaient pas la loi 101. Me Lemieux avait su demeurer dans le cadre légal, tout en faisant un autre procès politique, cette fois sur la survie du français. Hans Marotte a finalement été condamné à des travaux communautaires pour 33 accusations de méfaits. Par un tour de passe-passe, l’accusation la plus importante, concernant la bannière apposée sur la croix du Mont-Royal, a été retirée. Robert Lemieux avait réussi à semer la pagaille parce que personne ne savait à qui appartenait la croix en réalité. On ne savait plus si elle avait été donnée ou prêtée à la Ville par la Société Saint-Jean-Baptiste.

### Mort à Sept-îles
À Sept-îles, Robert Lemieux continue d'exercer en droit du travail et en droit de la famille. À l'âge de 66 ans, il se rend à l'hôpital pour se plaindre de maux de têtes et de problème de vision. Robert Lemieux est décédé à son domicile durant son sommeil de cause naturelle. Plusieurs de ses anciens camarades lui rendent hommage dans les médias, dont l'ancien felquiste Paul Rose.

« C’est une curieuse coïncidence qu’il soit décédé le jour de l’anniversaire de naissance de Martin Luther King. C’était lui aussi un défenseur des libertés publiques au premier degré. Il a fait ces procès en respectant les convictions des gens, et non pas en leur faisant nier leurs gestes. Il avait beaucoup de respect pour l’engagement politique, social et culturel des accusés qu’il défendait - Paul Rose »